# قربان نجفی
قربان نجفی (زاده ۱۳۴۷) بازیگر سینما، تلویزیون و تئاتر اهل ایران است.

## زندگی هنری
قربان نجفی در سال ۱۳۴۷ در ایل قشقایی متولد شد. او فارغ‌التحصیل رشته تئاتر از دانشکده سینما و تئاتر دانشگاه هنر است. وی از سال ۱۳۷۳ همکاری خود را با رادیو آغاز کرد. او اولین بار در سال ۱۳۷۵ بازی در سینما را با فیلم «سایه به سایه» به کارگردانی «علی ژکان» تجربه کرد. او در عرصه خوانندگی نیز فعالیت می‌کند.

## آثار

### سینما
| سال    | فیلم                 |
| ------ | -------------------- |
| (۱۳۹۸) | دشمنان               |
| (۱۳۹۷) | ژن خوک               |
| (۱۳۹۶) | جنون                 |
| (۱۳۹۶) | تنگه ابوقریب         |
| (١٣٩۴) | دختر                 |
| (۱۳۹۳) | آسمان آفتابی نیست    |
| (۱۳۹۱) | او خوب سنگ می‌زند     |
| (۱۳۹۱) | خاکستر و برف         |
| (۱۳۹۰) | آقای مدیر            |
| (۱۳۹۰) | پذیرایی ساده         |
| (۱۳۹۰) | زیباتر از زندگی      |
| (۱۳۸۸) | آسمان محبوب          |
| (۱۳۸۷) | طهران تهران          |
| (۱۳۸۷) | موج سوم              |
| (۱۳۸۶) | آن مرد آمد           |
| (۱۳۸۵) | آخرین ملکه زمین      |
| (۱۳۸۳) | پیک نیک در میدان جنگ |
| (۱۳۸۳) | من بن لادن نیستم     |
| (۱۳۸۳) | مواجهه               |
| (۱۳۸۲) | مزرعه پدری           |
| (۱۳۷۹) | آخر بازی             |
| (۱۳۷۸) | رؤیای سبز            |
| (۱۳۷۵) | فصل پنجم             |
| (۱۳۷۴) | سایه به سایه         |
| (۱۳۷۴) | فرار مرگبار          |

### نمایش خانگی
- خاتون (تینا پاکروان، ١۴٠٠)

### تلویزیون
| سال  | نام مجموعه     | کارگردان                          | توضیحات |
| ---- | -------------- | --------------------------------- | ------- |
| ١۴٠١ | مستوران        | مسعود آب پرور، سید جمال سید حاتمی | شبکه ۱  |
| ۱۴۰۰ | سرجوخه         | احمد معظمی                        | شبکه ۳  |
| ١٣٩٩ | خانه امن       | احمد معظمی                        | شبکه ۱  |
| ۱۳۹۸ | وارش           | احمد کاوری                        | شبکه ۳  |
| ١٣٩٨ | ستایش ۳        | سعید سلطانی                       | شبکه ۳  |
| ۱۳۹۶ | نفس            | جلیل سامان                        | شبکه ۳  |
| ۱۳۹۶ | دیوار شیشه ای  | راما قویدل احمد معظمی             | شبکه ۵  |
| ١٣٩٢ | ستایش ۲        | سعید سلطانی                       | شبکه ۳  |
| ۱۳۸۹ | آقای توپاز     | سعید کشن فلاح                     |         |
| ۱٣٨٩ | ستایش          | سعید سلطانی                       | شبکه ۳  |
| ۱۳۸۷ | آخرین غزل      | نادر برهانی مرند                  | شبکه ۳  |
| ۱۳۸۷ | شب می‌گذرد      | راما قویدل                        | شبکه ۵  |
| ۱۳۸۴ | یک‌ مشت پر عقاب | اصغر هاشمی                        | شبکه ۳  |
| ۱۳۸۳ | نسیم وصل       | محسن شهابی                        | شبکه ۱  |
| ۱۳۸۳ | سرود خاک       | جواد مزدآبادی                     | شبکه ۵  |
| ۱۳۸۱ | دردسرهای طلایی | شاپور قریب                        |         |
| ۱۳۸۰ | بیابان عشق     | هوشنگ هدایتی                      |         |
| ۱۳۷۹ | غروب بی‌پایان   | هوشنگ هدایتی                      |         |
| ۱۳۷۹ | پدر خاک        | نادر کجوری                        |         |
| ۱۳۷۹ | آتش و شبنم     | محمدابراهیم سلطانی فر             |         |
| ۱۳۷۸ | عید آن سالها   | سعید ابراهیمی فر                  |         |
| ۱۳۷۵ | نوعی دیگر      | بهروز بقائی                       |         |
| ۱۳۷۵ | پیگرد          | اردشیر طلوعی                      |         |

### کارگردان
- فصل ماهی سفید (۱۳۹۸)

### خوانندگی
- انتشار قطعه موسیقی «گلن آتلی» ۱۳۹۲[۸]
- انتشار قطعه موسیقی «لی‌لی‌حوضک» ۱۳۹۶[۹]